# Liangshantriton taliangensis
Liangshantriton taliangensis is een salamander uit de familie echte salamanders (Salamandridae). De soort werd voor het eerst wetenschappelijk beschreven door Cheng-chao Liu in 1950. De soort behoorde lange tijd tot het geslacht van de krokodilsalamanders (Tylototriton), maar werd in 2012 door de groep van biologen Liang Fei, Chang-yuan Ye en Jian-ping Jiang aan het monotypische geslacht Liangshantriton toegewezen.
De salamander komt voor in delen van Azië en is endemisch in China. De soort is alleen bekend uit de provincie Sichuan op een hoogte van 1300 tot 2700 meter boven zeeniveau.